# HP-75

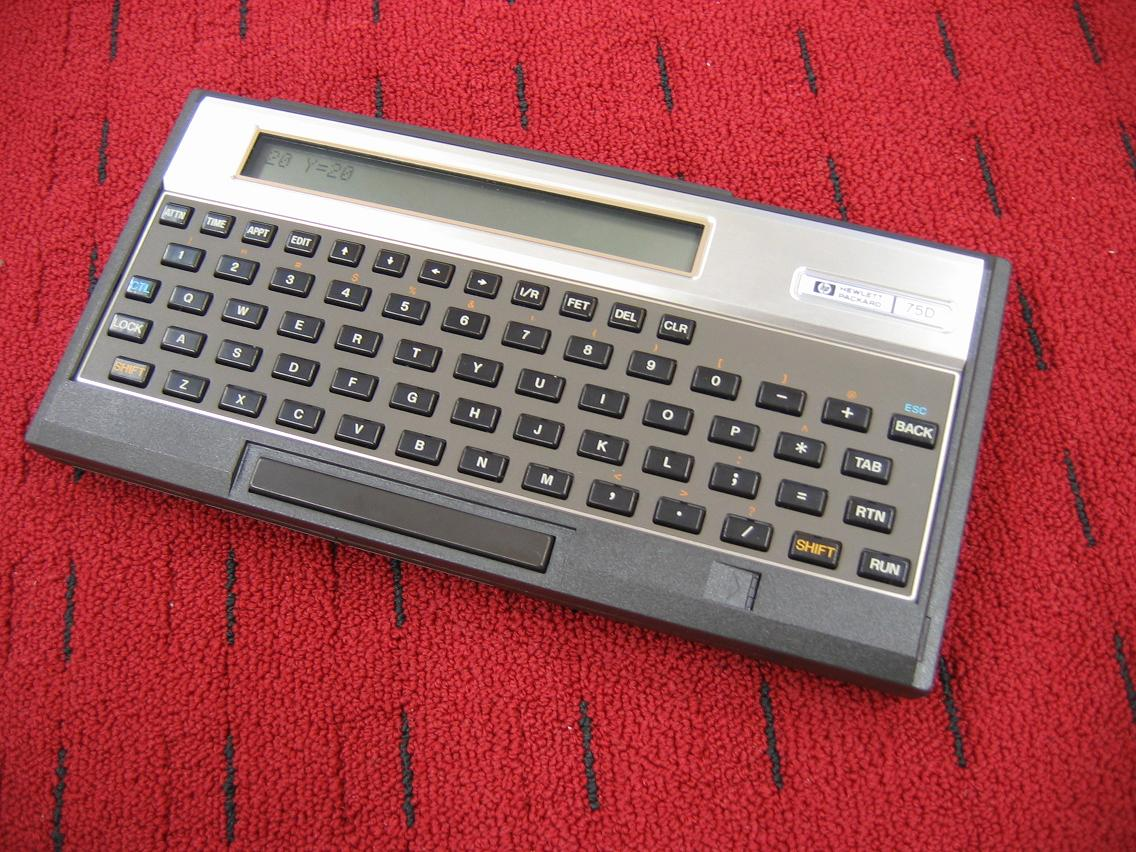
HP-75D BASIC-Programmierbarer Taschenrechner

Die Modelle HP-75C und HP-75D waren die ersten in BASIC programmierbaren Taschenrechner von Hewlett-Packard. Der HP-75C wurde ab 1982 verkauft, 1984 folgte der HP-75D, der um eine Anschlussmöglichkeit für einen optischen Barcodeleser erweitert worden war. Die Produktion endete 1986.

## Eigenschaften
Der HP-75 verfügt über ein einzeiliges LC-Display, 48 KiB ROM und 16 KiB RAM, ein manuell bedienten Magnetkartenleser und ein eingebautes HP-IL-Interface zur Ansteuerung von Massenspeichergeräten. Ein Texteditor war ebenso eingebaut wie Alarmfunktionen zur Erinnerung an Termine o. ä. Der vergleichsweise hohe Preis von 995 $ (HP-75D: 1095 $) stand einer weiten Verbreitung allerdings im Wege.

## Historie
Der HP-75 ist eine CMOS-Fortentwicklung der HP-Serie 80. Sämtliche diskreten einzelnen Chipsätze inkl. der Capricorn-CPU wurden in CMOS-Technologie neu umgesetzt. Entsprechend war auch das BASIC-Betriebssystem sehr vergleichbar mit dem der Serie 80. Das BASIC und der Editor wurden jedoch an das einzeilige Display angepasst und dafür optimiert und erweitert. Über das HP-IL-Interface und einen ggf. zwischengeschalteten HP-IL/HP-IB-Konverter konnten sämtliche Geräte, die an die Serie 80 angeschlossen werden konnten, auch mit dem HP-75 verwendet werden. Das Konzept der BASIC-Erweiterung über Einsteck-ROMs wurde in der gleichen Form wie bei der Serie 80 umgesetzt.